# Terrorist Threats
Terrorist Threats è il secondo e ultimo album in studio del gruppo hip hop statunitense Westside Connection, pubblicato nel 2003.

## Tracce
1. A Threat to the World (Intro) – 1:15
2. Call 9-1-1 – 3:44
3. Potential Victims – 3:02
4. Gangsta Nation (featuring Nate Dogg) – 4:53
5. Get Ignit – 4:11
6. Pimp the System (featuring Butch Cassidy) – 4:45
7. Don't Get Outta Pocket (featuring K-Mac) – 3:51
8. Izm – 4:05
9. So Many Rappers In Love – 4:13
10. Lights Out (featuring Knoc-turn'al) – 3:43
11. Bangin' At the Party (featuring K-Mac, Skoop & Young Soprano) – 3:12
12. You Gotta Have Heart – 3:52
13. Terrorist Threats – 2:28
14. Superstar (Double Murder = Double Platinum) – 4:14